# Feuerwehr Emden
Die Feuerwehr Emden ist das mit dem Brandschutz beauftragte Amt der Stadt Emden. Sie setzt sich aus zirka 40 Beamten des feuerwehrtechnischen Dienstes und weiteren rund 150 ehrenamtlichen Einsatzkräften zusammen.

## Aufgaben
Das Aufgabenspektrum der Hauptberuflichen Wachbereitschaft umfasst:
- Abwehrender Brandschutz
- Befreiung von Mensch und Tier aus lebensbedrohlichen Zwangslagen
- Technische Hilfeleistung bei öffentlichen Notständen, Unfällen und Umweltschäden
- technische Hilfe bei sonstigen Fällen, sofern keine dringenderen Aufgaben anstehen

## Hauptberufliche Wachbereitschaft
Die Hauptberufliche Wachbereitschaft ist gemäß dem niedersächsischen Brandschutzgesetz aufgestellt und bildet gemeinsam mit der Freiwilligen Feuerwehr eine öffentliche Feuerwehr. Der Leiter der Hauptberuflichen Wachbereitschaft hat den Status eines Amtsleiters in der Stadtverwaltung. Die Hauptberufliche Wachbereitschaft verfügt über eine Feuerwache.

### Feuerwache
Die Feuerwache befindet sich in der Brückstraße. Personell handelt es sich um eine Gruppenwache, in welcher je ein Hilfeleistungslöschgruppenfahrzeug HLF 20, eine Drehleiter DLA(K) 23/12 CS, ein Tanklöschfahrzeug TLF 24/50, ein Wechsellader mit Kran, der Gerätewagen Wasserrettung, der Gerätewagen Höhenrettung sowie diverse Abrollbehälter und Kleinfahrzeuge stationiert sind. Von hier aus rückt außerdem der Führungsdienst (B-Dienst) aus.
Das Gebäude der Feuerwache dient außerdem als Sitz des FD Brand-, Zivil- und Katastrophenschutz untergebracht. Außerdem befindet sich in diesem Gebäude die Feuerwehrtechnische Zentrale für die Kreisfreie Stadt Emden.

## Freiwillige Feuerwehr
Die Freiwillige Feuerwehr Emden teilt sich in sieben Ortsfeuerwehren auf.
| FF                         | Beschreibung                                                           | Fahrzeuge                                                                                 | Sonderaufgabe                                      | Bild |
| -------------------------- | ---------------------------------------------------------------------- | ----------------------------------------------------------------------------------------- | -------------------------------------------------- | ---- |
| Stadtmitte                 | Die Funkrufnamen der Feuerwehrfahrzeuge beginnen mit Florian Emden 11. | - HLF 20/16 - LF 10/6 - LF 20-KatS - GW-L - ELW 1 - GW-Wald - GW-V - GW-KatS - Krad - MTF | IuK Gefahrgut Versorgung Drohne Sondergruppe-Strom |      |
| Borssum                    | Die Funkrufnamen der Feuerwehrfahrzeuge beginnen mit Florian Emden 12. | - LF 10 - TLF 4000 - WLF - MTF                                                            | Hochleistungspumpe Gefahrgut Drohne                |      |
| Larrelt                    | Die Funkrufnamen der Feuerwehrfahrzeuge beginnen mit Florian Emden 13. | - LF-KatS - SW 2000 - MTF                                                                 | AGT-Notfallgruppe                                  |      |
| Twixlum                    | Die Funkrufnamen der Feuerwehrfahrzeuge beginnen mit Florian Emden 16. | - LF 10/6 - MZF                                                                           | AGT-Notfallgruppe und IuK                          |      |
| Uphusen – Marienwehr       | Die Funkrufnamen der Feuerwehrfahrzeuge beginnen mit Florian Emden 17. | - LF 10/6 - LF KatS - MZF                                                                 | Verkehrssicherung und Drohne                       |      |
| Widdelswehr-Petkum         | Die Funkrufnamen der Feuerwehrfahrzeuge beginnen mit Florian Emden 18. | - LF 10/6 - GW - MZF                                                                      | Bahnerdung                                         |      |
| Wybelsum – Logumer Vorwerk | Die Funkrufnamen der Feuerwehrfahrzeuge beginnen mit Florian Emden 19. | - LF KatS - VLF - MTF                                                                     | AGT-Notfallgruppe                                  |      |

## Jugendfeuerwehr
Zur Feuerwehr Emden gehören derzeit sechs Jugendfeuerwehren mit insgesamt rund 100 jugendlichen Mitgliedern zwischen zehn und 18 Jahren. Diese gliedern sich organisatorisch der jeweiligen Freiwilligen Feuerwehr an, durch welche sie gegründet wurden. Sie stellen für diese eine wichtige Möglichkeit der Nachwuchsgewinnung dar.
Die Jugendfeuerwehren leisten neben der Ausbildung im feuerwehrtechnischen Bereich auch einen großen Teil an allgemeiner Jugendarbeit. Diese erstreckt sich von jährlichen Zeltlagern, über sportliche Wettbewerbe bis hin zu Bewerbungstrainings.

## Kinderfeuerwehr
Zur Feuerwehr Emden gehören derzeit drei Kinderfeuerwehren mit insgesamt rund 50 Mitgliedern zwischen sechs und zehn Jahren. Diese gliedern sich organisatorisch der jeweiligen Freiwilligen Feuerwehr an, durch welche sie gegründet wurden. Sie stellen für diese eine wichtige Möglichkeit der Nachwuchsgewinnung dar.

## Spezialisierte Einheit der Feuerwehr Emden
| Aufgabe                                                                  | Einheit                       | Angegliedert          |
| ------------------------------------------------------------------------ | ----------------------------- | --------------------- |
| Informations- und Kommunikationstechnik                                  | IuK-Gruppe                    | OF Stadtmitte         |
| Abwehr von Umweltgefahren                                                | Gefahrgutgruppe               | FTZ                   |
| Sicherstellung der Logistik und Versorgung                               | Versorgungszug                | OF Stadtmitte         |
| Retten und Bergen aus Höhen und Tiefen                                   | Höhenrettungsgruppe           | FTZ                   |
| Wasserrettung und -bergung                                               | Tauchergruppe                 | FTZ                   |
| Brandbekämpfung und Hilfeleistung auf Wasser- und Seeschifffahrtsstraßen | Schiffsbrandbekämpfungsgruppe | HWB                   |
| Lufterkundung                                                            | Drohnengruppe                 | OF Uphusen-Marienwehr |
| Mobile Stromversorgung                                                   | Sondergruppe Strom            | FTZ                   |
| Sicherung bei Bahnunfällen                                               | Bahnerdung                    | OF Widdelswehr-Petkum |
| Absicherung der Einsatzkräfte im Straßenverkehr                          | Verkehrssicherungsdienst      | OF Uphusen-Marienwehr |